# Ian MacKaye
Ian Thomas Garner MacKaye (16 april 1962) is een Amerikaans zanger en gitarist die gezien wordt als de initiator van de beweging straight edge.
MacKaye speelde in Teen Idles, Minor Threat, Fugazi en Embrace. Ook richtte hij zijn eigen platenlabel op, Dischord Records, en werd hij producer - van onder meer platen van Dag Nasty en Rollins Band.
Mackaye richtte in 2001 samen met Amy Farina The Evens op. Hierin ging hij zingen en gitaar spelen.